# مقاطعة ويستمورلاند (فيرجينيا)
 مقاطعة ويستمورلاند  (بالإنجليزية:  Westmoreland County)‏ هي إحدى المقاطعات في ولاية فيرجينيا في الولايات المتحدة الأمريكية.

## أعلام
- ريتشارد إي. باركر
- توماس براون
- توماس لي
- ويليام لي
- بيتي واشنطن لويس
- جون واشنطن
- والتر جونز
- ويلوبي نيوتن